# Титель (село)
Титель — упразднённое село в Курахском районе Дагестана. На момент упразднения входило в состав Кочхюрского сельсовета. В 1953 году в плановом порядке жители села были переселены в село Куллар Дербенского района.

## География
Располагалось на правом берегу реки Кочхюрчай, у подножья горы Текиндаг, в 2,5 км к северо-западу от села Кочхюр.

## История
До вхождения Дагестана в состав Российской империи селение входило в состав Курахского магала Кюринского ханства. После присоединения ханства к Российской империи числилось в Хюрехюрском сельском обществе Курахского наибства Кюринского округа Дагестанской области. В 1895 году селение состояло из 58 хозяйств. По данным на 1926 год село состояло из 47 хозяйств. В административном отношении входило в состав Кимихюрского сельсовета Курахского района. В 1930-е годы создан колхоз. В 1951 году передано в состав Кочхюрского сельсовета. В 1953 году в плановом порядке жители села были переселены в село Куллар.

## Население
| Год       | 1895 | 1908 | 1926 | 1939 |
| --------- | ---- | ---- | ---- | ---- |
| Население | 291  | 221  | 244  | 156  |

По данным Всесоюзной переписи населения 1926 года, в национальной структуре населения лезгины составляли 100 %